# Lichtenberg (Bajorország)
Lichtenberg település Németországban, azon belül Bajorországban. Lakosainak száma 1026 fő (2023. december 31.). Lichtenberg Blankenstein, Naila, Bad Steben és Issigau községekkel határos.

## Népesség
A település népessége az elmúlt években az alábbi módon változott:
| Lakosok száma | 832  | 1481 | 1221 | 1101 | 1080 | 1023 | 1036 | 1051 | 1016 | 1026 |
|               | 1875 | 1950 | 1975 | 2010 | 2012 | 2014 | 2016 | 2018 | 2021 | 2023 |